# اولگوفکا
اولگوفکا (به لاتین: Olgovka) یک منطقهٔ مسکونی در روسیه است که در باشقیرستان واقع شده‌است.